# Novomariivka, Solone
Novomariivka (în ucraineană Новомар`ївка) este localitatea de reședință a comunei Novomariivka din raionul Solone, regiunea Dnipropetrovsk, Ucraina.

## Demografie
Componența lingvistică a localității Novomariivka
     Ucraineană (91,55%)
     Rusă (5,59%)
     Alte limbi (0,54%)
Conform recensământului din 2001, majoritatea populației localității Novomariivka era vorbitoare de ucraineană (91,55%), existând în minoritate și vorbitori de rusă (5,59%) și armeană (2,04%).